# Брикіна Ангеліна Павлівна
Ангелі́на Па́влівна Бри́кіна (8 серпня 2004, Івано-Франківськ, Україна)  — українська фристайлістка, лижна акробатка, майстер спорту України, дворазова бронзова призерка юніорського чемпіонату світу.

## Біографія
Народилася 8 серпня 2004 року в Івано-Франківську. В дитинстві займалася танцями та стрибками на батуті. Росла в сім'ї військовослужбовця, її батько Павло служив у зоні АТО з 2015 року, а в серпні 2022 року, після повномасштабного російського вторгнення в Україну, загинув неподалік села Благодатне на Миколаївщині. У сім'ї, окрім Ангеліни, ще четверо дітей.
В Івано-Франківську тренувалася в Надії Діденко, а в національній збірній, під час закордонних зборів, тренується в головного тренера Енвера Аблаєва.
У 2023 році дебютувала на дорослому чемпіонаті світу, де посіла 15-те місце.
У сезоні 2024 року Брикіна виграла дві золоті та срібну медаль на етапах Кубку Європи, що дозволило їй стати переможницею загального заліку.
У квітні 2024 року зуміла виграти особисту бронзову медаль на чемпіонаті світу серед юніорів, а також командну бронзову медаль разом з Максимом Кузнєцовим та Захаром Максимчуком.
27 березня 2025 року, разом з Дмитром Котовським та Олександром Окіпнюком, виграла срібну медаль чемпіонату світу в командних змаганнях.

## Результат

### Виступи на чемпіонатах світу
| Рік                           | Місце проведення              | А                             | КА                            |
| Чемпіонат світу серед юніорів | Чемпіонат світу серед юніорів | Чемпіонат світу серед юніорів | Чемпіонат світу серед юніорів |
| ----------------------------- | ----------------------------- | ----------------------------- | ----------------------------- |
| 2019                          | К'єза-ін-Вальмаленко, Італія  | 12                            | —                             |
| 2022                          | К'єза-ін-Вальмаленко, Італія  | 6                             | —                             |
| 2023                          | Обертауерн, Австрія           | DNS                           | —                             |
| 2024                          | К'єза-ін-Вальмаленко, Італія  | 3                             | 3                             |
| Чемпіонат світу               |                               |                               |                               |
| 2023                          | Бакуріані, Грузія             | 15                            | —                             |
| 2025                          | Енгадін, Швейцарія            | 9                             | 2                             |

### Виступи на Кубках світу
| Сезон   | Дата            | Місце проведення   | Місце | Очки | Загалом | Загалом |
| Сезон   | Дата            | Місце проведення   | Місце | Очки | Місце   | Очки    |
| ------- | --------------- | ------------------ | ----- | ---- | ------- | ------- |
| 2021–22 | 2 грудня 2021   | Рука, Фінляндія    | 21    | 10   | 26      | 50      |
| 2021–22 | 3 грудня 2021   | Рука, Фінляндія    | 21    | 10   | 26      | 50      |
| 2021–22 | 10 грудня 2021  | Рука, Фінляндія    | 27    | 4    | 26      | 50      |
| 2021–22 | 11 грудня 2021  | Рука, Фінляндія    | 35    | —    | 26      | 50      |
| 2021–22 | 5 січня 2022    | Ла-Релайс, Канада  | 13    | 20   | 26      | 50      |
| 2021–22 | 12 січня 2022   | Дір-Веллі, США     | 25    | 6    | 26      | 50      |
| 2022–23 | 4 грудня 2022   | Рука, Фінляндія    | 9     | 29   | 13      | 108     |
| 2022–23 | 21 січня 2023   | Ла-Релайс, Канада  | 17    | 14   | 13      | 108     |
| 2022–23 | 22 січня 2023   | Ла-Релайс, Канада  | 15    | 16   | 13      | 108     |
| 2022–23 | 3 лютого 2023   | Дір-Веллі, США     | 18    | 13   | 13      | 108     |
| 2022–23 | 5 березня 2023  | Енгадін, Швейцарія | 19    | 12   | 13      | 108     |
| 2022–23 | 19 березня 2023 | Алмати, Казахстан  | 11    | 24   | 13      | 108     |
| 2023–24 | 3 грудня 2023   | Рука, Фінляндія    | 13    | 20   | 12      | 149     |
| 2023–24 | 16 грудня 2023  | Чанчунь, Китай     | 16    | 15   | 12      | 149     |
| 2023–24 | 2 лютого 2024   | Дір-Веллі, США     | 13    | 20   | 12      | 149     |
| 2023–24 | 10 лютого 2024  | Лак-Бопорт, Канада | 8     | 32   | 12      | 149     |
| 2023–24 | 11 лютого 2024  | Лак-Бопорт, Канада | 6     | 40   | 12      | 149     |
| 2023–24 | 10 березня 2024 | Алмати, Казахстан  | 12    | 22   | 12      | 149     |
| 2024–25 | 18 січня 2025   | Лейк-Плесід, США   | 4     | 50   | 6       | 258     |
| 2024–25 | 25 січня 2025   | Лак-Бопорт, Канада | 4     | 50   | 6       | 258     |
| 2024–25 | 26 січня 2025   | Лак-Бопорт, Канада | 5     | 45   | 6       | 258     |
| 2024–25 | 7 лютого 2025   | Дір-Веллі, США     | 5     | 45   | 6       | 258     |
| 2024–25 | 23 лютого 2025  | Бейдаху, Китай     | 17    | 14   | 6       | 258     |
| 2024–25 | 2 березня 2025  | Алмати, Казахстан  | 8     | 32   | 6       | 258     |
| 2024–25 | 13 березня 2025 | Лівіньйо, Італія   | 12    | 22   | 6       | 258     |